# Nemapogon signatellus
Nemapogon signatellus är en fjärilsart som beskrevs av Petersen 1957. Nemapogon signatellus ingår i släktet Nemapogon och familjen äkta malar.
Artens utbredningsområde är Grekland. Inga underarter finns listade i Catalogue of Life.